# Worship Music
Albums de Anthrax
The Greater of Two Evils
(2004) For All Kings
(2016)
Worship Music est le dixième album studio du groupe de heavy metal américain Anthrax. C'est leur premier album studio depuis We've Come for You All et le premier avec Dan Nelson pour chanteur. Il devait d'abord sortir en mai 2009 mais une sortie européenne le 23 octobre 2009 a été annoncé plus tard.
En juillet 2009, le groupe annonce que Dan Nelson a quitté Anthrax. Voilà ce que le groupe a déclaré à ce sujet :
« Until we have a new singer, I can't tell you what will happen to the record. We'll probably change a few things on it, including the vocals. However, nothing's been decided. Expect that the release date will go back, possibly to next year." - Scott Ian, guitarist ».
Plus tard, le groupe annonce le retour de Joey Belladonna et aussi qu'il chantera sur Worship Music, le premier album d'Anthrax avec Joey depuis Persistence of Time (1990).

## Liste des titres
| No  | Titre                                        | Durée |
| --- | -------------------------------------------- | ----- |
| 1.  | Worship (Intro)                              | 1:41  |
| 2.  | Earth on Hell                                | 3:11  |
| 3.  | The Devil You Know                           | 4:46  |
| 4.  | Fight 'em 'Til You Can't                     | 5:48  |
| 5.  | I'm Alive                                    | 5:37  |
| 6.  | Hymn 1                                       | 0:38  |
| 7.  | In the End                                   | 6:46  |
| 8.  | The Giant                                    | 3:47  |
| 9.  | Hymn 2                                       | 0:44  |
| 10. | Judas Priest                                 | 6:24  |
| 11. | Crawl                                        | 5:29  |
| 12. | The Constant                                 | 5:01  |
| 13. | Revolution Screams                           | 6:08  |
| 14. | New Noise (reprise de Refused - Bonus Track) | 4:46  |

## Composition du groupe
Anthrax
- Scott Ian - guitare rythmique, chœurs
- Frank Bello - basse, chœurs
- Charlie Benante - batterie
- Joey Belladonna - chants
- Rob Caggiano - guitare solo

membres additionnels
- Dan Nelson - co-auteur des chansons 2,3,4,5,8,11,12 et 13.
- Alison Chesley – violoncelle